# Steinar Bastesen
Steinar Bastesen (født 26. marts 1945, død 18. februar 2024) var en norsk politiker fra Dønna, bosat i Brønnøysund, som repræsenterede Kystpartiet. Bastesen tog kystskippereksamen i Bodø i 1967. Han var tidligere kystfisker og hvalfanger.
I perioden 1977–1991 repræsenterede han Høyre i Brønnøy kommunestyre (var medlem 1975–1977). Han repræsenterede Nordland i Stortinget fra 1997 til 2005, og dannede Kystpartiet i 1999. I 2001 blev Bastesen ramt af en hjerneblødning i lillehjernen, og blev opereret på det norske rigshospital.
Under partiets landsmøde 29. april 2006 blev han afsat fra formandsposten sammen med resten af partiets hovedstyre, hvilket styrkede konkurrenten Roy Waage. Waage blev dagen efter valgt ind som ny leder i partiet. Dermed blev Bastesen regnet for at være færdig i norsk politik. Steinar Bastesen sagde nej til at blive æresmedlem i Kystpartiet, men han blev alligevel som medlem i partiet. I april 2008 blev han ekskluderet fra partiet, angivelig fordi han havde skadet partiets omdømme og optrådt illoyalt.

## Eksterne henvisniner
- Steinar Bastesen, Store norske leksikon